# Tongba
Tongba (Nepali: तोङवा) ist ein alkoholisches Getränk aus fermentierter Fingerhirse. Populär ist Tongba vor allem in den östlichen Bergregionen Nepals und den angrenzenden indischen Gebieten Darjeeling und Sikkim. Tongba gilt als das traditionelle Getränk von Sherpas und den Limbu-Stämmen in Ostnepal. Den Gästen Tongba anzubieten, gilt in der Kultur der Limbus als eine wichtige Geste des Respekts.

## Zubereitung
Tongba besteht aus gekochter und anschließend fermentierter Fingerhirse, einer in Afrika und Asien vorkommenden Hirseart mit überdurchschnittlich hohem Calcium-Gehalt. Die gekochte Hirse wird abgekühlt und mit Murcha gemischt, eine Mischung aus Bakterien und Hefe. Anschließend zieht die Masse in einem abgedeckten Bambuskorb für 1–2 Tage an einem warmen Ort. Die süßliche Masse wird abschließend in einem luftdichten Container für weitere 7–15 Tage gelagert, um den Fermentationsprozess abzuschließen.
Die Zeit des Fermentations- und anschließenden Lagerprozesses hat einen starken Einfluss auf den endgültigen Geschmack von Tongba. Während der Lagerung wird der Geschmack noch intensiver und süßlich. Die traditionelle Lagerzeit liegt bei etwa sechs Monaten.
Für den Verzehr wird die fertig fermentierte Hirse in einem speziellen Container aus Aluminium oder Holz angerichtet und mit heißem Wasser übergossen. Die Tongba muss dann etwa fünf Minuten ziehen und kann anschließend mit einem dünnen Strohhalm getrunken werden. Hierfür sollte der Strohhalm an einem Ende eingedrückt werden, damit nicht unnötig viel Hirse aufgesaugt wird. Ist das Wasser aufgebraucht, kann der Prozess drei- bis viermal wiederholt werden, bis der Geschmack letztlich nachlässt.